# 学園天国 (遊人の漫画)
『学園天国』（がくえんてんごく）は、遊人による日本の漫画作品。

## あらすじ
美少女だらけの女学校・楽天寺女学園高等部に臨時教師として働くことになった、忍野まことは、初恋相手の朝霧あやのと再会を果たす。しかし、その一方で忍野は女子生徒の鳴沢つむぎに迫られるのだった。

## 登場人物

### 教師
忍野まこと
本作の主人公。楽天寺女学園高等部に臨時教師として赴任してくる。お調子者だが、優柔不断。学生時代は、マリモの研究をしていた。
朝霧あやの
本作のヒロイン。旧姓：小岩井。愛称：あーや。まことの初恋相手。担当科目は、家庭科。
身延京子
校長代理。まことの従姉妹。
上九
学年主任。
河口浩次
体育教師。通称：ギャランドゥ河口。
本栖
PC要員。
山中

ドクター波平

韮崎
音楽教師。通称：グーマン韮崎。
丹沢

身延金次郎
京子の兄。
精進左膳
臨時教師。
上条一
学歴至上主義者。

### 生徒
鳴沢つむぎ
本作のもう1人のヒロイン。まことに一目惚れして、彼に積極的に迫る。
ミー
つむぎの友人。
ケイ
つむぎの友人。
瞳
まことと性行為をする。
宇津九藍
ソフトボール部のピッチャー。
国広倫子
PTA会長の娘。
片瀬なぎさ
水泳部。

### その他
西
まことの友人。
ニップル
ボディペインティングのブルマ姿の謎の女。
忍野ひいな
まことの義妹。中学1年生。
招木ミケ
「モーレズ猫夜叉組」の姉。
招木タマ
「モーレズ猫夜叉組」の妹。
メイ
メイド。
スー
ナース。
美醂

める美
ひいなの友人。

## 単行本
- 遊人『学園天国』 集英社〈ヤングジャンプ・コミックス〉、全8巻
  1. 2004年3月24日発行、ISBN 4-08-876587-7
  2. 2004年7月21日発行、ISBN 4-08-876641-5
  3. 2004年12月22日発行、ISBN 4-08-876718-7
  4. 2005年3月23日発行、ISBN 4-08-876767-5
  5. 2005年6月22日発行、ISBN 4-08-876810-8
  6. 2005年10月24日発行、ISBN 4-08-876868-X
  7. 2006年1月24日発行、ISBN 4-08-877023-4
  8. 2006年2月22日発行、ISBN 4-08-877036-6